# Pierre Koot
Pierre Johan Hendrik Cornelis Koot (Kediri (Nederlands-Indië), 25 augustus 1914 – Den Haag, 5 juli 1969) was een Nederlands jurist en politicus.

## Levensloop
Koot werd in 1914 geboren in Nederlands-Indië als onderwijzerszoon. Hij was de broer van fotograaf Max Koot. In 1921 werd Pierre Koot geregistreerd in het bevolkingsregister in Eindhoven.
In 1933 voltooide Koot zijn kandidaatsexamen rechten in Nijmegen, waarover hij slechts acht maanden had gedaan. Hij zag af van een verdere juridische studie. In plaats daarvan vestigde hij zich in Eindhoven, waar hij muziekles gaf en recenseerde voor een plaatselijk blad. In 1949 wilde hij toch zijn studie afronden en deed dat in tien maanden in Utrecht.
Na zijn studie werd zijn lidmaatschap van de Orde van Advocaten afgewezen. Dit was het begin van zijn strijd tegen de Orde van Advocaten en breder tegen de publiekrechtelijke bedrijfsorganisaties (PBO's).

### Politieke activiteiten
In september 1964 richtte Koot de Partij voor Volkswil en Referendum (PVR) op. De partij wenste staatkundige verandering zoals de invoering van referenda en hervorming van het justitiële systeem. De Partij voor Volksstemming van L.M. Simons voegde zich in mei 1966 bij de PVR.
In januari 1966 richtte Koot de Partij voor Ongehuwden (PvO) op, terwijl ook de PVR bleef bestaan. Van de PvO mochten alleen ongehuwden lid worden. De partij streed tegen discriminatie van ongehuwden en wilde gelijke zedenwetten voor homoseksuelen.

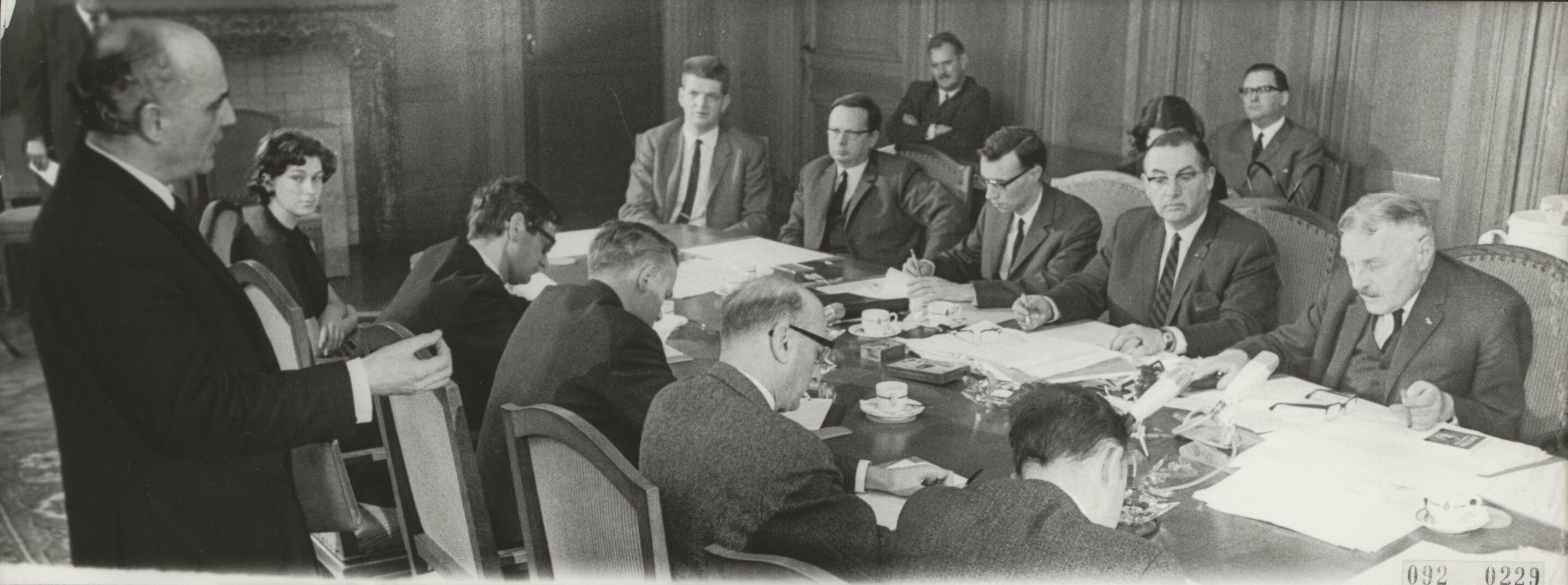
Koot (links) beklaagt zich op 20 februari 1967 tijdens een openbare zitting van de Kiesraad in Den Haag over de telling van de stemmen van de Tweede Kamerverkiezingen van 15 februari 1967.

Beide partijen deden mee met de gemeenteraadsverkiezingen in 1966 en Provinciale Statenverkiezingen van 1966. De PvO behaalde in grotere gemeenten zoals Den Haag, Utrecht en Amsterdam meer dan één procent van de stemmen, terwijl de PVR nergens boven een halve procent uit kwam. Koot besloot daarom aan de Tweede Kamerverkiezingen van 15 februari 1967 alleen met de PvO mee te doen. In peilingen voor de verkiezingen leek de partij een zetel te behalen. Uiteindelijk kreeg de PvO 43.361 stemmen (0,63%), een paar duizend te weinig voor een zetel. Hij verzette zich tegen de uitslag bij de Kiesraad, omdat hij geloofde dat hij in onder meer Utrecht meer stemmen zou hebben gehad.
Na de verkiezingen richtte Koot nog diverse partijen op: de Referendumpartij voor Arbeiders (1967), de Referendumpartij voor de Middenstand (1967), de Partij Referendum Legalisatie Hasardspelen (1968) en de Referendumpartij voor de Agrarische Sector (1969). Koot zag de PVR als de moederpartij van deze partijen en had ze opgericht omdat "ook onder het referendumstelsel allerlei partijen hun belangen mogen bepleiten als ze zich maar onderwerpen aan het referendum". Geen van deze partijen zou deelnemen aan verkiezingen en ook de PvO en PVR verrichtte nauwelijks nog activiteiten.

### Overlijden
Koot overleed op 55-jarige leeftijd in de Rudolf Steinerkliniek in Den Haag.

## Verkiezingsuitslagen
| Verkiezing                              | Positie | Partij | Stemmen | Ref    |
| --------------------------------------- | ------- | ------ | ------- | ------ |
| Gemeenteraad 1966 in Den Haag           | 1       | PVR    |         | [ 10 ] |
| Provinciale Staten 1966 in Zuid-Holland | 1       | PVR    |         | [ 11 ] |
| Tweede Kamer 1967                       | 1       | PvO    | 36.565  | [ 12 ] |